# Centrolene pipilatum
Espèce
Synonymes
- Centrolenella pipilata Lynch & Duellman, 1973

Statut de conservation UICN

 EN B1ab(iii,iv,v)+2ab(iii,iv,v) : En danger
Centrolene pipilatum est une espèce d'amphibiens de la famille des Centrolenidae.

## Répartition
Cette espèce est endémique de la province de Napo en Équateur. Elle se rencontre de 1 300 à 1 740 m d'altitude sur le versant amazonien de la cordillère Orientale.

## Description
Les mâles mesurent de 19,5 à 22,9 mm et les femelles de 21,8 à 22,1 mm.

## Publication originale
- Lynch & Duellman, 1973 : A review of the centrolenid frogs of Ecuador, with descriptions of new species. Occasional Papers of the Museum of Natural History, University of Kansas, no 16, p. 1-66 (texte intégral).